# Cappadocia
Cappadocia é uma comuna italiana da região dos Abruzos, província de Áquila, com cerca de 504 habitantes. Estende-se por uma área de 67 km², tendo uma densidade populacional de 8 hab/km². Faz fronteira com Camerata Nuova (RM), Castellafiume, Filettino (FR), Pereto, Rocca di Botte, Tagliacozzo, Vallepietra (RM).

## Demografia
| Variação demográfica do município entre 1861 e 2011                               |
|                                                                                   |
| Fonte: Istituto Nazionale di Statistica (ISTAT) - Elaboração gráfica da Wikipedia |